# 11 de novembre
|  | Per a altres significats, vegeu «11 de novembre (àlbum)». |

L'11 de novembre o 11 de santandria és el tres-cents quinzè dia de l'any del calendari gregorià i el tres-cents setzè en els anys de traspàs. Queden 50 dies per finalitzar l'any.

## Esdeveniments
Països Catalans
- 1164, Saragossa: Ramon, fill de Ramon Berenguer IV comte de Barcelona, Girona, Osona, i Cerdanya, 1131-1162), jura com a rei d'Aragó a Saragossa en una assemblea amb els magnats aragonesos amb el nom d'Alfons el Cast, fet que originà la Corona d'Aragó.
- 1500, Granada: Lluís XII de França i Ferran el Catòlic hi signen el Tractat de Granada per repartir-se el Regne de Nàpols.
- 2004, Barcelona: el Parlament de Catalunya aprova una proposició no de llei que demana al Govern Espanyol "respecte" a les decisions de les federacions esportives, dies abans de la cita de Fresno (Califòrnia), on s'haurà de decidir sobre el reconeixement de la selecció catalana d'hoquei.
- 2013, Barcelona: incident amb sabata a la sessió de la comissió d'investigació del paper de les entitats financeres durant la crisi econòmica. El diputat de la CUP David Fernàndez es va treure una sandàlia i va titllar a l'expresident de Bankia Rodrigo Rato de gàngster.[2]

Resta del món
- 1871, Anglaterra: comença la FA Cup 1871–72, la primera edició de la Copa anglesa de futbol, la competició de futbol més antiga del món.
- 1918: L'Armistici de Compiègne posa fi a la Primera Guerra Mundial.
- 1965, Zimbàbue es declara independent del Regne Unit.
- 1968, Kenwood (Anglaterra): John Lennon i Yoko Ono enregistren Unfinished Music No. 1: Two Virgins.[3]
- 1975: Angola es declara independent de Portugal.
- 2006: Es llança al mercat la consola PlayStation 3.[4]

## Naixements
Països Catalans
- 1082 - Rodés (Avairon), Occitània: Ramon Berenguer III, el Gran, comte de Barcelona i Girona, d'Osona, de Besalú, de Provença i de Cerdanya (m. 1131).
- 1844 - Barcelona: Josep Balari i Jovany, filòleg, hel·lenista, historiador i taquígraf català (m. 1904).
- 1892 - Sabadell: Joan Puig i Pujol, escriptor i polític català.
- 1903 - Reus: Magda Folch i Solé, pintora catalana (m. 1981).[5]
- 1908 - Ibi, l'Alcoià: Pascual Pla y Beltrán, poeta valencià en llengua castellana (m. 1961).
- 1909 - Sabadell: Maria Teresa Duran i Nogués, escriptora i activista feminista catalana.[6]
- 1925 - València: Pilar Faus Sevilla, escriptora, investigadora i bibliotecària (m. 2008).[7]
- 1930 - Barcelona: Roser Ponsati i Capdevila, mestra, treballadora social i esportista catalana.[8]
- 1933 - Barcelona: Rosa Regàs, escriptora catalana en llengua castellana (m. 2024).[9]
- 1944 - Manises, Horta Oest: José Sancho, actor valencià (m. 2013).
- 1971 - París / València: Christelle Enguix, poeta valenciana que viu i treballa a Arenys de Mar.

Resta del món
- 1748, Portici, Regne de Nàpols: Carles IV d'Espanya, Príncep d'Astúries (1759 -88) i Rei d'Espanya (1788 - 1808)
- 1821, Moscou, Imperi Rus: Fiódor Dostoievski, escriptor rus (m. 1881).
- 1864, Viena, Imperi Austrohongarès: Alfred Hermann Fried, periodista, Premi Nobel de la Pau de 1911 (m. 1921).
- 1872 - Palau de Charlottenlund, Dinamarca: Haakon VII de Noruega (1872 – Oslo 1957). Primer rei de Noruega.
- 1885, San Gabriel, Califòrnia (EUA):George Patton, general de l'exèrcit dels Estats Units durant la Segona Guerra Mundial (m. 1945).[10]

- 1891, Kíev: Grunya Sukhareva, psiquiatra infantil soviètica, primera a descriure els símptomes de l'autisme (m. 1981).[11]
- 1909, Chicago, Illinois, Estats Units: Robert Ryan, actor estatunidenc.
- 1910, Buenos Aires: Raúl Kaplún, violinista, compositor i director d'orquestra alemany nacionalitzat argentí.
- 1917
  - Madrid, Espanya: Manuel Alejandre Abarca, actor espanyol.
  - Viena, Imperi Austrohongarès: Gertrude Grob-Prandl, soprano alemanya (m. 1995).[12]
- 1918, Marsella: Claudi Esteva i Fabregat, fou un antropòleg cultural i historiador americanista català.
- 1922, Indianapolis, EUA: Kurt Vonnegut, escriptor nord-americà (m. 2007).
- 1926: 
  - Worcester (Massachusetts), Estats Units: Noah Gordon, novel·lista.
  - Jerez de la Frontera, Espanya: José Manuel Caballero Bonald, escriptor espanyol.
  - Nàpols, Itàlia: Maria Teresa de Filippis, pilot de curses automobilístiques italiana.[13]
- 1928, Ciutat de Panamà, Panamà: Carlos Fuentes Macías, advocat i escriptor mexicà (m. 2012).
- 1934, Niça, Nadine Trintignant, directora de cinema francesa.
- 1935, Estocolm, Suècia: Bibi Andersson, actriu de teatre i de cinema sueca.[14]
- 1937, Nova York: Alicia Ostriker, poetessa nord-americana autora de poesia feminista.
- 1947, Sant Sebastià, País Basc: Imanol Larzabal Goñi, més conegut com a Imanol, cantant i compositor en euskera i castellà.
- 1948, Madrid: Victoria Prego, periodista espanyola (m. 2024).
- 1958, Boimorto, La Corunya: Luz Casal, cantant gallega, de pop-rock, balades i boleros.
- 1960, Sarajevo, Bòsnia i Hercegovina: Hedina Sijerčić, periodista i poetessa romaní, que escriu en el dialecte gurbeti.[15]
- 1962, Roswell, Nou Mèxic: Demi Moore, actriu estatunidenca.
- 1964: 
  - Freeport (Illinois), Estats Units: Calista Flockhart, actriu estatunidenca.
  - Barakaldo: Anabel Alonso, presentadora de televisió, humorista i actriu de cinema, teatre, televisió i doblatge basca.
- 1966, Milà, Llombardia: Benedicta Boccoli, actriu italiana.

## Necrològiques
Països Catalans
- 1285 - Vilafranca del Penedès: Pere el Gran, rei d'Aragó i comte de Barcelona (n. 1240).
- 1824 - Barcelona: Fèlix Amat de Palou i Pont, escriptor, filòsof, lexicògraf i teòleg jansenista català de la Il·lustració (n. 1750).
- 1882 - Madrid: Estanislau Figueras i de Moragas, primer president de govern de la Primera República Espanyola i President del consell de Ministres (m. 1882).
- 1916 - Barcelona: Palmira Ventós, amb el pseudònim de Felip Palma, escriptora catalana (n. 1858).[16]
- 1959 - Castelló de la Plana, Plana Alta: Gaetà Huguet i Segarra, empresari, polític i mecenes valencià (m. 1959).
- 1956 - Barcelona: Ignasi Domènech i Puigcercós, cuiner i gastrònom català (m. 1956).
- 1971 - València: Nicolau-Primitiu Gómez i Serrano, historiador i empresari valencià (m. 1971).
- 2000 - Sagunt, Camp de Morvedre: Jaume Bru i Vidal, historiador i poeta valencià (79 anys).
- 2003 - Vic, Osona: Miquel Martí i Pol, poeta en català (74 anys).
- 2004 - València: Xavier Casp, poeta i activista polític valencià (n. 1915).
- 2012 - Barcelona: Maria Ferret i Espanyol, fundadora del Moviment Escolta i Guiatge de Mallorca (n. 1924).[17]
- 2014 - Palma, Mallorca: Caty Juan de Corral, escriptora, pintora, articulista i gastrònoma (n. 1926).[18]
- 2020 - Badalona: Jordi Llopart, atleta (n. 1952).[19]
- 2022 - Barcelona: Joan Vila i Grau, pintor i vitraller (n. 1932).

Resta del món
- 1638, Haarlem: Cornelis van Haarlem, pintor i dibuixant holandès (m. 1562).
- 1677, Pàdua: Barbara Strozzi, cantant i compositora italiana (n. 1619).[20]
- 1737, Pondichérry, França: Claude de Visdelou, jesuïta francès, missioner a la Xina (n. 1656).[21]
- 1855, Copenhaguen, Dinamarca: Søren Kierkegaard, filòsof danès, considerat el primer filòsof existencialista (42 anys).
- 1880, Filadèlfia, Pennsilvània: Lucretia Mott, pionera dins del moviment feminista i abolicionista (n. 1793).[22]
- 1917, Hawaii: Lili'uokalani, última monarca del Regne de Hawaii (n. 1838).[23]
- 1928: Eugene Gruenberg, violinista i compositor alemany del Romanticisme.
- 1968: París: Jeanne Demessieux, organista, pianista, compositora i pedagoga francesa (n. 1921).[24]
- 1973:
  - San Francisco, Califòrnia: James Edward Abbé, fotògraf nord-americà.
  - Hèlsinki, Finlàndia: Artturi Ilmari Virtanen, químic finlandès, Premi Nobel de Química de 1945 (n. 1895).
- 2004, París, França: Iàssir Arafat, president de l'Organització per a l'Alliberament de Palestina i president de Palestina (n. 1929).
- 2006, Stanford, Califòrnia: Esther Lederberg, microbiòloga estatunidenca i pionera en genètica bacteriana (m. 2006).[25]
- 2010, Los Angeles, Califòrnia, Estats Units: Dino De Laurentiis, productor de cinema italià.
- 2016, Viena: Ilse Aichinger, escriptora austríaca (n. 1921).[26]
- 2017, Màlaga: Chiquito de la Calzada, humorista i cantant de flamenc espanyol (n. 1932).
- 2020, Aosta, Itàlia: Giuliana Minuzzo, esquiadora italiana, primera dona italiana a guanyar una medalla olímpica.[27]
- 2021, Ciutat del Cap, Sud-àfrica: Frederik Willem de Klerk, president de Sud-àfrica de l'any 1989 al 1994 i premi Nobel de la Pau el 1994 pels seus esforços per a posar fi a l'Apartheid (n. 1936).[28]
- 2023 - Kavajë: Raphael Dwamena, futbolista ghanès (n. 1995)

## Festes i commemoracions
- Santoral: sant Martí de Tours
  - Menna d'Egipte, màrtir
  - Verà de Vença, monjo
  - Teodor Estudita, abat
  - Bartomeu de Grottaferrata, abat
  - beat Jofre de Blanes, dominic
  - venerable Catherine MacAuley, fundadora de les Germanes de la Misericòrdia

- Søren Kierkegaard (commemorat en les esglésies luteranes).

- Dia del Solter, celebrat a la Xina

- Festa local de Teià a la comarca del Maresme
- Festa local de Viladrau a la comarca d'Osona
- Festa local de Guils a la comarca de la Cerdanya
- Festa local de Torrelles de Llobregat a la comarca del Baix Llobregat
- Festa local de Viladecavalls a la comarca del Vallès Occidental
- Festa local de Cerdanyola del Vallès a la comarca del Vallès Occidental
- Festa local de Xerta a la comarca del Baix Ebre